# つ

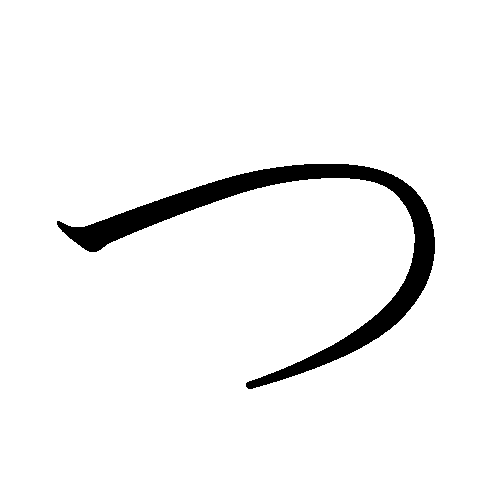
平假名つ（清音）

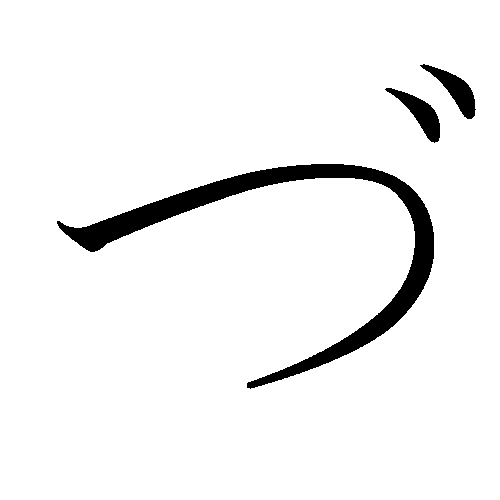
平假名づ（濁音）

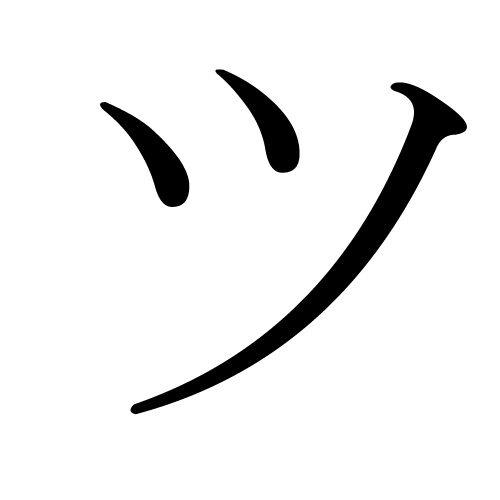
片假名ツ（清音）

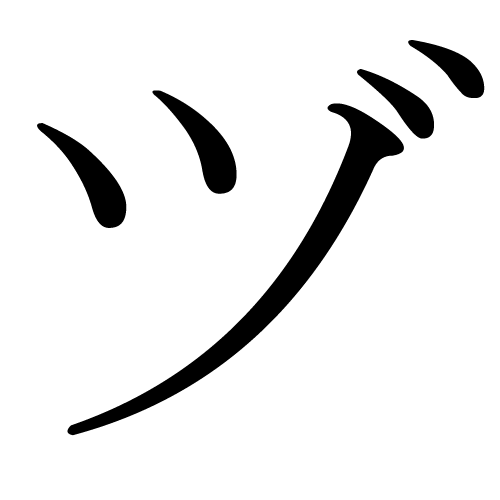
片假名ヅ（濁音）

平假名つ和片假名ツ是日语的假名之一，由一个音节组成。在日语五十音图中排第4行第3个（た行う段）的位置。つ（平假名）和ツ（片假名）是清音，其對應的濁音為づ（平假名）和ヅ（片假名）。
此假名作促音使用時僅空一拍、不發音。用羅馬拼音表記時將之後的假名的子音符號重復寫一次
例：あった 、 あっか、あっち = atta / akka / acchi

## 筆劃順序

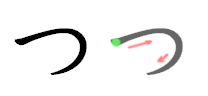
平假名つ的筆劃順序

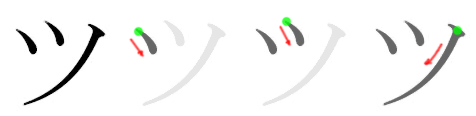
片假名ツ的筆劃順序

## 關於つ和ツ
| 現代日語發音     | 由1個辅音和1個元音形成/ʦɯᵝ/音，其對應的濁音為／ʣɯᵝ／音                 |
| 五十音顺序       | 第18位                                                                 |
| 伊吕波顺序       | 第19位，「そ」之后、「ね」之前                                         |
| 平假名「つ」字源 | 「川」字的草書變化而來                                                 |
| 片假名「ツ」字源 | 「川」字的變形                                                         |
| 日语罗马字       | :平文式罗马字：tsu 训令式罗马字：tu :平文式罗马字：zu 训令式罗马字：du |
| 点字：           | \| ●● －● ●－ \|                                                       |
| 通话表           | 「つるかめのツ」                                                       |
| 摩尔斯电码       | ・——・                                                                 |
| ●● －● ●－       |                                                                        |